# Pan-Amerikaanse weg
De Pan-Amerikaanse weg (Spaans: Carretera Panamericana, Engels: Pan-American Highway) is een weg, of beter een netwerk van wegen, die de uiteinden van het Amerikaanse continent met elkaar verbindt. De weg loopt van Fairbanks in Alaska tot Vuurland in Argentinië.
Over de lengte van de wegen verschillen de meningen. De schattingen lopen uiteen van 25.000 tot 50.000 kilometer.
Het idee werd opgeworpen op de 5e 'Internationale Conferentie van Amerikaanse Staten', in 1925. Oorspronkelijk was het plan om één doorlopende weg aan te leggen, maar daar is niet veel van terechtgekomen. In de Verenigde Staten en Canada zijn geen wegen officieel als onderdeel van de Pan-Amerikaanse weg aangewezen, maar er zijn wel "officieuze" routes. Door Darién, een onherbergzaam stuk tropisch regenwoud op de grens van Panama en Colombia is zelfs helemaal geen weg. Hier zijn omstreden plannen voor gemaakt. In Zuid-Amerika is de weg het best van de grond gekomen. Van Colombia tot Vuurland loopt er een ononderbroken weg, de Panamericana Pacífico Longitudinal, die ook nog eens vele zijwegen heeft.
- Gemeinsame Normdatei: 4044449-1
- National Archives and Records Administration: 10644014
- Nationale Bibliotheek van Tsjechië: ge1032137
- Virtual International Authority File: 238350851